# La Londe
Pour les articles homonymes, voir La Londe (homonymie).
La Londe est une commune française située dans le département de la Seine-Maritime en région Normandie.

## Géographie

### Localisation
| Bosgouet (Eure)                  | Saint-Ouen-de-Thouberville (Eure), Moulineaux                 | Grand-Couronne |
| Bosc-Bénard-Commin (Eure)        | La Londe                                                      | Orival         |
| Bourgtheroulde-Infreville (Eure) | Le Bosc-Roger-en-Roumois (Eure), Saint-Ouen-du-Tilleul (Eure) | Elbeuf         |

### Hydrographie
La commune est située dans le bassin Seine-Normandie. Elle n'est drainée par aucun cours d'eau,. Néanmoins Divers plans d'eau sont présents sur le territoire communal : la mare à Genêts (0,08 ha), la mare à la Chèvre (0,15 ha), la mare à Loup (0,02 ha), la mare aux Sarcelles (0,02 ha), la mare Curée (0,02 ha), la mare de Rouen (0,02 ha), la mare des Saules (0,08 ha), la mare des Temples (0,06 ha), la mare Lecomte (0,02 ha), la mare Paris (0,03 ha), la mare Pulente (0,06 ha), la mare Trou Petit (0,07 ha), le Vivier (0,25 ha), les étangs de la Terre à Pots (0,39 ha), Mares Carpentier (0,02 ha) et Vivier Camelin (0,01 ha),.

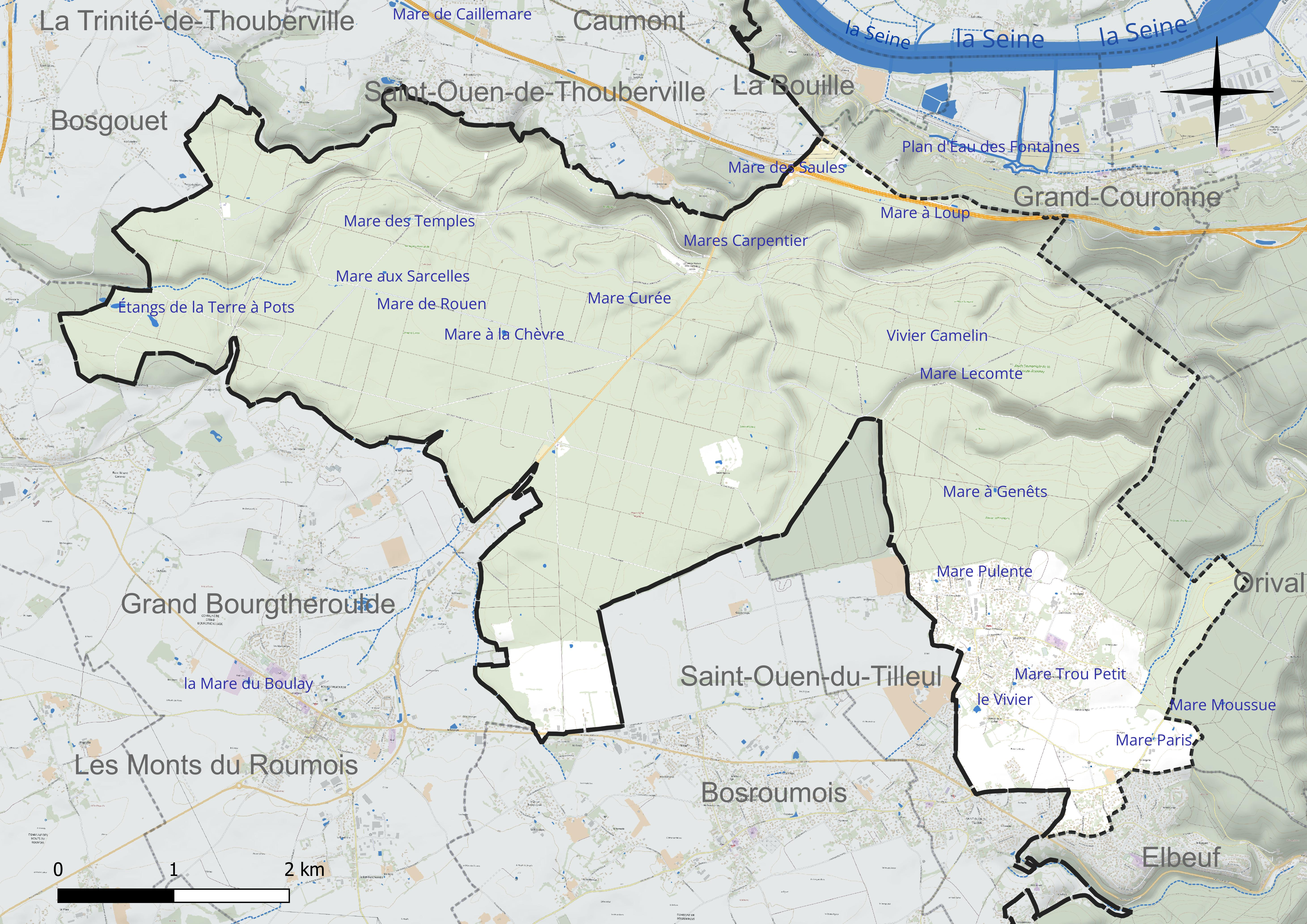
Réseau hydrographique de la Londe.

### Climat
Pour des articles plus généraux, voir Climat de la Normandie et Climat de la Seine-Maritime.
En 2010, le climat de la commune est de type climat océanique dégradé des plaines du Centre et du Nord, selon une étude du CNRS s'appuyant sur une série de données couvrant la période 1971-2000. En 2020, Météo-France publie une typologie des climats de la France métropolitaine dans laquelle la commune est exposée à un climat océanique et est dans la région climatique Côtes de la Manche orientale, caractérisée par un faible ensoleillement (1 550 h/an) ; forte humidité de l’air (plus de 20 h/jour avec humidité relative > 80 % en hiver), vents forts fréquents. Parallèlement le GIEC normand, un groupe régional d’experts sur le climat, différencie quant à lui, dans une étude de 2020, trois grands types de climats pour la région Normandie, nuancés à une échelle plus fine par les facteurs géographiques locaux. La commune est, selon ce zonage, exposée à un « climat contrasté des collines », correspondant au Pays d’Auge, Lieuvin et Roumois, moins directement soumis aux flux océaniques et connaissant toutefois des précipitations assez marquées en raison des reliefs collinaires qui favorisent leur formation.
Pour la période 1971-2000, la température annuelle moyenne est de 10,4 °C, avec une amplitude thermique annuelle de 14,3 °C. Le cumul annuel moyen de précipitations est de 809 mm, avec 12,6 jours de précipitations en janvier et 8,3 jours en juillet. Pour la période 1991-2020, la température moyenne annuelle observée sur la station météorologique la plus proche, située sur la commune de Jumièges à 17 km à vol d'oiseau, est de 12,2 °C et le cumul annuel moyen de précipitations est de 843,5 mm,. Pour l'avenir, les paramètres climatiques de la commune estimés pour 2050 selon différents scénarios d’émission de gaz à effet de serre sont consultables sur un site dédié publié par Météo-France en novembre 2022.

## Urbanisme

### Typologie
Au 1er janvier 2024, La Londe est catégorisée ceinture urbaine, selon la nouvelle grille communale de densité à sept niveaux définie par l'Insee en 2022.
Elle appartient à l'unité urbaine de Rouen, une agglomération inter-départementale regroupant 50  communes, dont elle est une commune de la banlieue,,. Par ailleurs la commune fait partie de l'aire d'attraction de Rouen, dont elle est une commune de la couronne,. Cette aire, qui regroupe 317 communes, est catégorisée dans les aires de 200 000 à moins de 700 000 habitants,.

### Occupation des sols
L'occupation des sols de la commune, telle qu'elle ressort de la base de données européenne d’occupation biophysique des sols Corine Land Cover (CLC), est marquée par l'importance des forêts et milieux semi-naturels (86 % en 2018), une proportion sensiblement équivalente à celle de 1990 (85,5 %). La répartition détaillée en 2018 est la suivante : 
forêts (84,9 %), terres arables (6,4 %), zones urbanisées (5,3 %), prairies (2,2 %), milieux à végétation arbustive et/ou herbacée (1,1 %). L'évolution de l’occupation des sols de la commune et de ses infrastructures peut être observée sur les différentes représentations cartographiques du territoire : la carte de Cassini (XVIIIe siècle), la carte d'état-major (1820-1866) et les cartes ou photos aériennes de l'IGN pour la période actuelle (1950 à aujourd'hui).

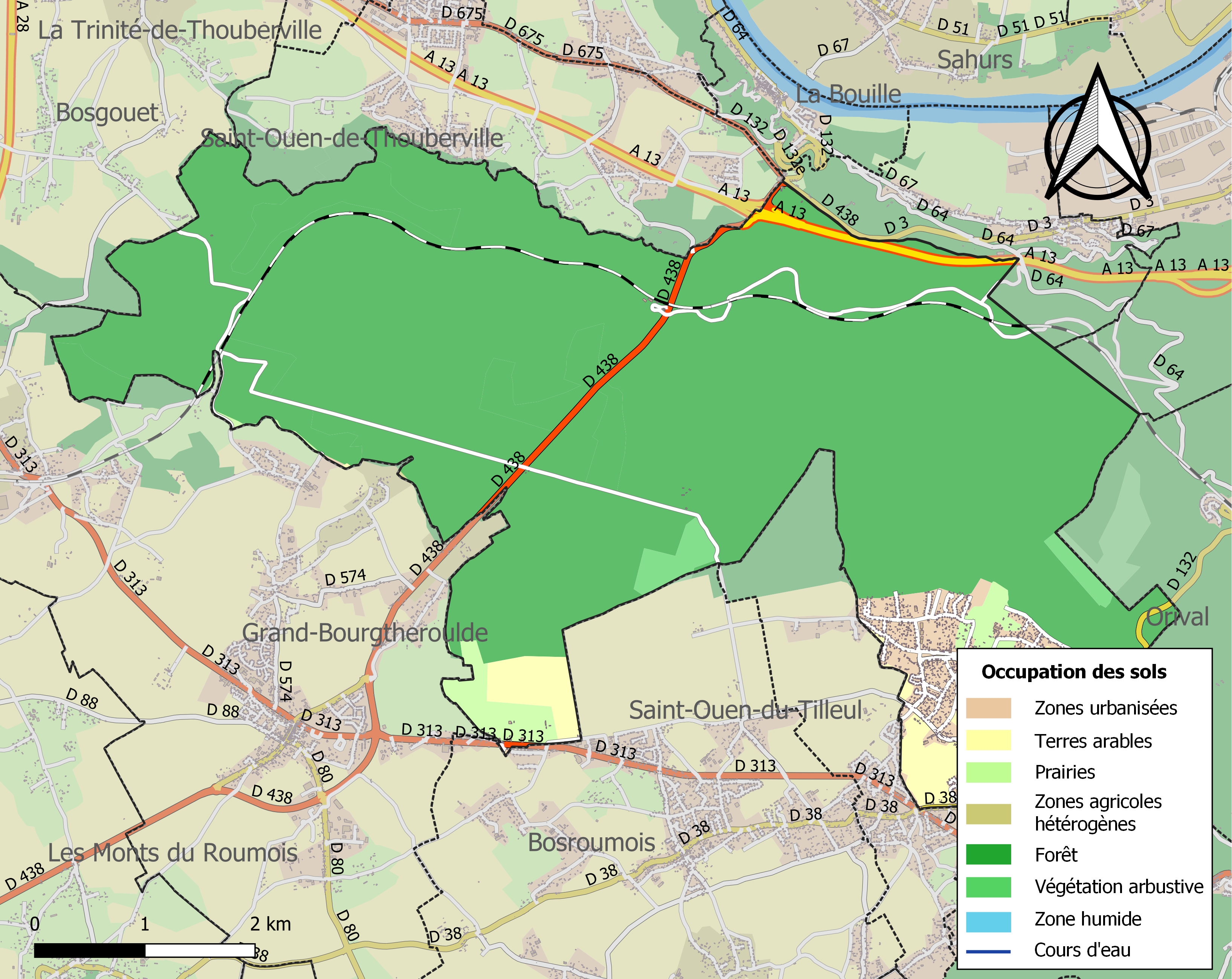
Carte des infrastructures et de l'occupation des sols de la commune en 2018 (CLC).

## Toponymie
La plus ancienne attestation du village dans un document date de 1170 sous la forme Lunda.
Il tire son nom de la forêt de la Londe. En effet, le terme londe signifiant « bois » ou « forêt », est resté en usage dans le dialecte normand au moins jusqu'au XVe siècle,, et procède du norrois lundr, attesté dans les différentes langues scandinaves modernes sous la forme lund et en islandais lundur.
Auguste Longnon, un des précurseurs de l'étude toponymique en France, a voulu distinguer les noms de lieux normands en -lon / -ron (cf. Iclon, Ichelunt 1088 / Yébleron, Eblelont vers 1210) comme étant issus du vieux norrois lundr de ceux du type La Londe , -londe(s) (Étalondes, Stenelunda 1119), en privilégiant pour ces derniers une explication par la forme normande du mot lande : launde. Cette explication est partiellement reprise par Albert Dauzat et Charles Rostaing qui voient dans la féminisation du genre, une influence du même terme lande.
Or, les formes les plus anciennes de La Londe (Lunda vers 1170) ou des noms en -londe (-lunda XIe - XIIe) ne sont jamais confondues avec le terme lande, qui est attesté par ailleurs (cf. Landepereuse, Landam petrosam 1025). Le mot lande a pu exercer une attraction tardive sur Londe / -londe, mais de manière très limitée et sans rapport avec le genre féminin, comme en témoigne le rare exemple de confusion réelle Bagalunda 1200, Baguelonde 1237 qui n'est devenu la Baguelande qu'à époque récente, lorsque le terme londe a cessé d'être compris au sens de « forêt, bois », c'est-à-dire vers le XVe siècle. Il n'a, du reste, jamais signifié « lande ».
En vieux norrois, la désinence -a est la marque de l'indéfini à l'accusatif et au génitif et il est possible que la forme dialectale londe en découle directement. En outre, des formes présentant des désinences analogues (-e / -a) sont bien attestées en Scandinavie dans la toponymie, comme dans Bøgelunde (Danemark), Boeslunde (Danemark) ou Ekelunda près d'Uppsala (Suède).
La ville de La Londe-les-Maures en Provence-Alpes-Côte d'Azur est un transfert du nom, liée à l'achat de terrains par Antoine Lemonnier, sieur de la Londe.

## Histoire
En mai 1616, la baronnie de La Londe est érigée au statut de marquisat par Louis XIII. François Le Cordier de Bigars est alors à la tête d'un territoire allant de La Londe jusqu'à Louviers et au Nebourg, regroupant cinquante-deux paroisses.
La Londe et sa forêt furent le lieu d'affrontements durant la Seconde Guerre mondiale. En juin 1940, après la bataille de la Somme, le 90e régiment d'infanterie reçoit l'ordre de défendre les boucles de la Seine, affrontements durant lesquels 15 Londais ont perdu la vie.

## Politique et administration
| Période                                  | Période                    | Identité           | Étiquette   | Qualité                                                                 |
| ---------------------------------------- | -------------------------- | ------------------ | ----------- | ----------------------------------------------------------------------- |
| Les données manquantes sont à compléter. |                            |                    |             |                                                                         |
|                                          | 1848                       | Louis Boissel      | républicain | tisserand                                                               |
| 1852                                     |                            | Félix Baslé        |             |                                                                         |
| 1906                                     |                            | Isidore Cavelier   |             |                                                                         |
| 1936                                     |                            | Tardivet           |             |                                                                         |
| 1942                                     | 1952                       | Auguste Labarre    |             |                                                                         |
|                                          | 1973                       | Raymond Bourgeois  |             |                                                                         |
| Les données manquantes sont à compléter. |                            |                    |             |                                                                         |
| 1973                                     | 1981                       | François Naour     |             |                                                                         |
| 1981                                     | mars 1989                  | Paul Chrétien      |             |                                                                         |
| mars 1989                                | juin 1995                  | Daniel Michel      |             |                                                                         |
| juin 1995                                | En cours (au 10 août 2020) | Jean-Pierre Jaouen | PS puis SE  | Chevalier de l'ordre national du Mérite Réélu pour le mandat 2020-2026, |

## Démographie
L'évolution du nombre d'habitants est connue à travers les recensements de la population effectués dans la commune depuis 1793. Pour les communes de moins de 10 000 habitants, une enquête de recensement portant sur toute la population est réalisée tous les cinq ans, les populations de référence des années intermédiaires étant quant à elles estimées par interpolation ou extrapolation. Pour la commune, le premier recensement exhaustif entrant dans le cadre du nouveau dispositif a été réalisé en 2008.

En 2022, la commune comptait 2 367 habitants, en évolution de +1,94 % par rapport à 2016 (Seine-Maritime : +0,35 %, France hors Mayotte : +2,11 %).
| 1793  | 1800  | 1806  | 1821  | 1831  | 1836  | 1841  | 1846  | 1851  |
| ----- | ----- | ----- | ----- | ----- | ----- | ----- | ----- | ----- |
| 1 800 | 1 414 | 1 516 | 1 493 | 1 663 | 1 686 | 1 612 | 1 540 | 1 603 |

| 1856  | 1861  | 1866  | 1872  | 1876  | 1881  | 1886  | 1891  | 1896  |
| ----- | ----- | ----- | ----- | ----- | ----- | ----- | ----- | ----- |
| 1 595 | 1 645 | 1 781 | 1 800 | 1 799 | 1 702 | 1 680 | 1 439 | 1 282 |

| 1901  | 1906  | 1911 | 1921 | 1926 | 1931 | 1936 | 1946 | 1954  |
| ----- | ----- | ---- | ---- | ---- | ---- | ---- | ---- | ----- |
| 1 235 | 1 166 | 952  | 861  | 849  | 839  | 850  | 963  | 1 062 |

| 1962  | 1968  | 1975  | 1999  | 2006  | 2008  | 2013  | 2018  | 2022  |
| ----- | ----- | ----- | ----- | ----- | ----- | ----- | ----- | ----- |
| 1 194 | 1 423 | 1 672 | 2 007 | 2 195 | 2 249 | 2 275 | 2 346 | 2 367 |

## Culture locale et patrimoine

### Lieux et monuments
- Trois vestiges gallo-romains[30],[31],[32]  Classé MH (1922) ;
- Église Notre-Dame[33].
- Monument disparu : l'ancien château de La Londe[34], détruit à la suite de sa vente comme bien national, pendant la Révolution.

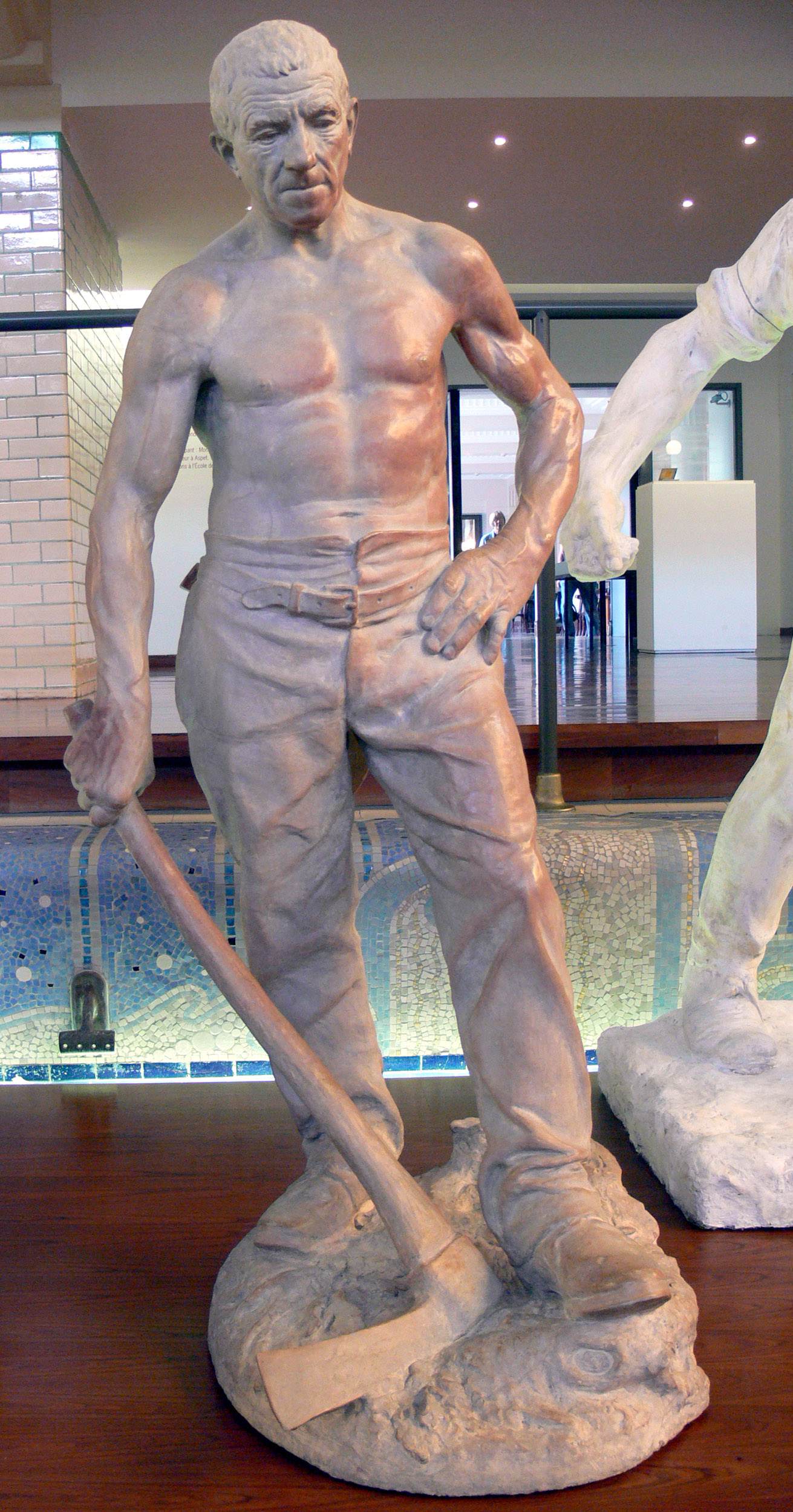
Le Bûcheron de la forêt de La Londe, sculpture de Paul Richer réalisée en 1899, exposée au musée de Roubaix dit « La Piscine ».

- Forêt de la Londe-Rouvray
- Croix de cimetière de La Londe

### Héraldique
| Armes de La Londe | Les armes de la commune de La Londe se blasonnent ainsi : Écartelé : aux 1er et 4e d'azur à la bande d'argent chargée de cinq losanges aboutées de gueules et accompagnée de deux molettes d'or, aux 2e et 3e d'argent à deux fasces de gueules. |